# Прованс
Прова́нс (фр. Provence, окс. Provença, букв. «провинция») — историческая область на юго-востоке Франции, ныне составляющая часть региона Прованс — Альпы — Лазурный Берег. В настоящее время на территории Прованса находятся департаменты Вар, Воклюз и Буш-дю-Рон, а также части Альп Верхнего Прованса и Приморских Альп.
На востоке область ограничена Альпами, на западе — Роной, на юге — Средиземным морем.
Главные города — Марсель, Экс-ан-Прованс, Арль. 

## Топонимия
Прованс обязан своим именем римской эпохе: во время первого завоевания Трансальпийской Галлии между 58 и 51 годами до нашей эры он стал частью римской провинции Нарбонская Галлия, чьей столицей был Нарбон.
Нарбонская Галлия — одна из первых римских территорий за пределами Апеннинского полуострова, часто называвшаяся в древнеримской литературе «Наша провинция» (лат. Provincia Nostra) или просто «Провинция» (лат. Provincia). Со временем это наименование трансформировалось в название современной французской провинции Прованс.
Цезарь в «Записках о Галльской войне» указывал границей Нарбонской Галлии и Провинции реку Рону, и, возможно, поэтому только та часть старой Нарбонской Галлии, что расположена восточнее Роны, стала впоследствии называться Провансом.

## История
В древности на территории нынешнего Прованса существовали поселения финикийцев, греков, затем, во II веке до н. э., здесь обосновались римляне. В результате Прованс стал одной из наиболее романизированных провинций Галлии. В III веке здесь получило распространение христианство. После заката Римской империи провинцию захлестнули нашествия германских племён — вестготов и франков. В VIII веке последовало нашествие арабов.
В 855—933 годах существовало королевство Прованс, включавшее в себя, кроме собственно Прованса, также большую часть Бургундии.
С 948 года Провансом владели на ленных условиях графы.
С 1032 по 1246 год Прованс входил в состав Священной Римской империи.
В 1125 году по договору между Дульсой Прованской и графом Тулузским Альфонсом Иорданом произошёл и территориальный раздел Прованса на маркизат Прованс (земли к северу от низовий Дюранса и по правому берегу Роны), отошедший графам Тулузским, и графство Прованс (земли между Роной, Дюрансом, Альпами и морем), доставшееся Барселонскому дому. Авиньон и некоторые другие города остались в общем владении.
В 1246 году Беатрис Прованская вышла замуж за Карла Анжуйского, брата Людовика IX Святого, также ставшего графом Прованса.
В 1274 году король Франции Филипп III передал южную часть Прованса (Авиньон и графство Венессен) папе Римскому Григорию X. Эти земли были церковным владением до 1791 года.
В 1367 году графство Прованс было захвачено Людовиком I Анжуйским. В 1380 году неаполитанская королева Джованна I усыновила его и объявила своим наследником. С этого времени фактическими графами Прованса были представители дома Валуа-Анжу, однако формально титул графа Прованса входил в титулатуру королей Неаполя — представителей Анжу-Сицилийского дома.
Карл III, умерший в 1481 году, потомства не оставил, и после его смерти графство Прованс отошло французскому королю Людовику XI. Согласно эдикту об объединении 1486 года, графство Прованс было объединено с Францией на правах унии и никогда не могло быть присоединено к ней. Титул графа Прованса входил в титулатуру королей Франции вплоть до 1789 года: par la grâce de Dieu roi de France, comte de Provence, Forcalquier et terres adjacentes (Милостию Божией король Франции, граф Прованса, Форкалькье и прилежащих территорий).

## Язык и культура

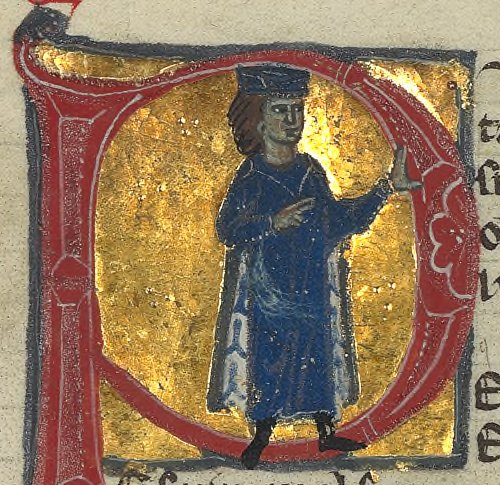
Гильом Аквитанский, первый трубадур Прованса

Население Прованса говорило на окситанском (провансальском) языке. В эпоху Средних веков (между XI и XIII веками) была создана богатая провансальская литература.
Первым шагом на пути к возрождению провансальской литературы в XIX веке стала деятельность Антуана Фабра д’Оливе (1767—1825). Своей кульминации подъём провансальской литературы достиг в 1854 году с созданием литературного общества «Фелибриж», основателем которого считается Жозеф Руманиль, опубликовавший в 1851 году коллективную антологию «Провансальцы» («Li Prouvençalo»). Вокруг него сплотились другие провансальские поэты: Теодор Обанель, Фредерик Мистраль, Жан Брюне, Поль Жира, Ансельм Матьё и Альфонс Таван. В 1904 году Мистралю была присуждена Нобелевская премия; полученные деньги он использовал для создания этнографического Музея Прованса в Арле.